# Laphria champlainii
Laphria champlainii là một loài ruồi trong họ Asilidae. Laphria champlainii được Walton miêu tả năm 1910. Loài này phân bố ở vùng Tân Bắc giới.